# Chemin de Chantelle
Le chemin de Chantelle est une voie de Toulouse, chef-lieu de la région Occitanie, dans le Midi de la France.

## Situation et accès

### Description
Le chemin de Chantelle est une voie publique. Il se trouve dans le quartier de Ginestous.
La chaussée compte, entre le chemin de Ginestous et la rue Louis-Bonin, une voie de circulation automobile dans chaque sens, puis, entre la rue rue Louis-Bonin et chemin des Daturas, une seule voie de circulation automobile. Elle appartient à une zone 30 et la vitesse y est limitée à 30 km/h. Il n'existe pas d'aménagement cyclable.

### Voies rencontrées
Le chemin de Chantelle rencontre les voies suivantes, dans l'ordre des numéros croissants :
1. Chemin de Ginestous
2. Impasse de Naubalette (g)
3. Rue Antonin-Peyrillous (g)
4. Rue de l'Égalité (d)
5. Impasse de Mandille (g)
6. Rue Marie-Laurencin (g)
7. Rue Louis-Bonin (d)
8. Chemin des Daturas

## Odonymie
Le chemin tient son nom de la ferme et du domaine de Chantelle (actuel no 6). Le domaine agricole est ancien puisque, en 1571, Chantelle est une métairie qui dépend de la table des obits de la cathédrale Saint-Étienne.

## Patrimoine et lieux d'intérêt

### Fermes

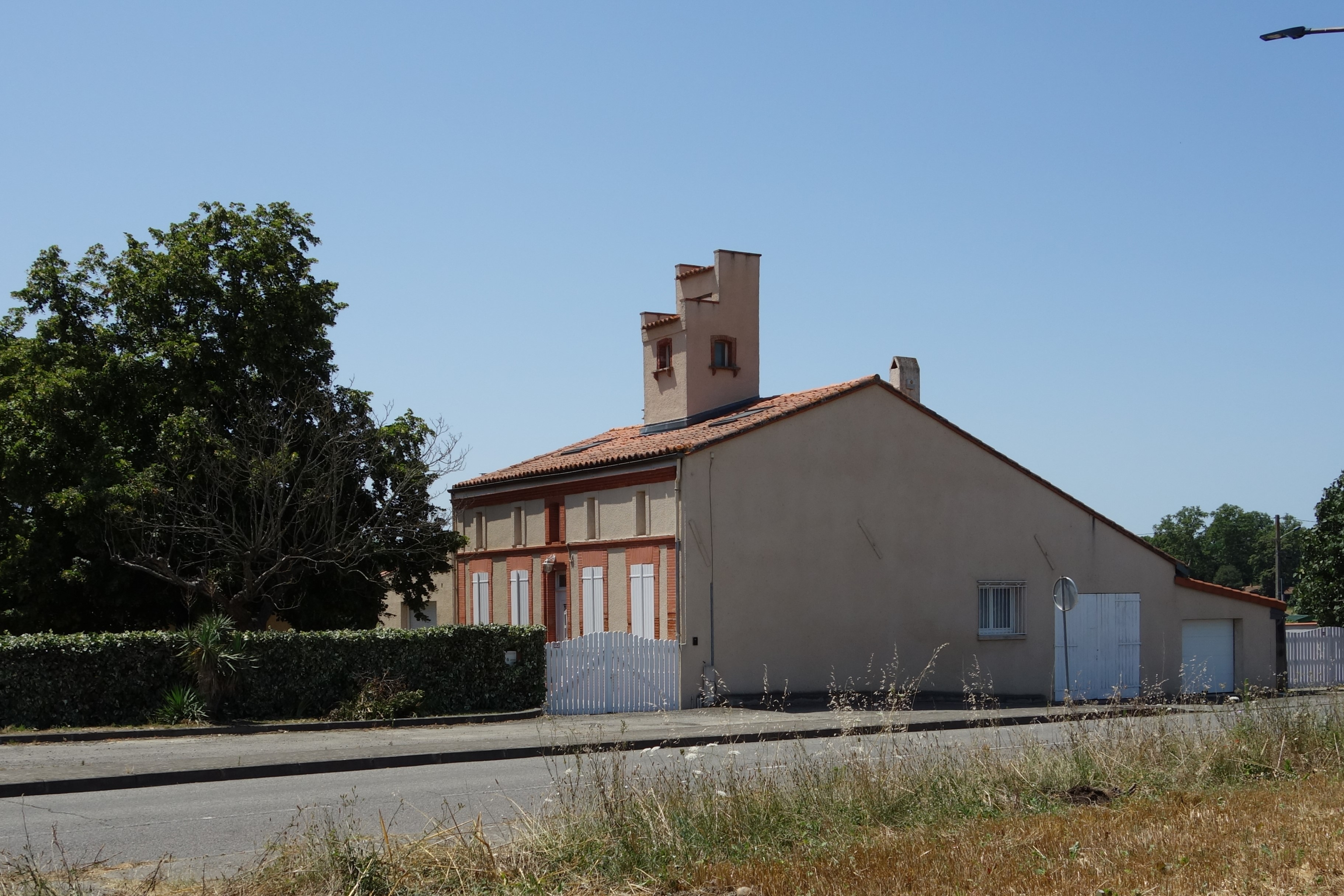
no 6 : ferme.

- no  6 : ferme. 
La ferme, construite dans la deuxième moitié du XIXe siècle, est bâtie en brique. Elle se compose d'un logis principal, disposé perpendiculairement au chemin de Chantelle, qui conserve les formes de la maison toulousaine. La façade principale se développe sur cinq travées. Le rez-de-chaussée est percé d'une porte piétonne et de fenêtres rectangulaires. Le comble à surcroît, séparé par un cordon, est percé de petites fenêtres. L'élévation est couronnée par une corniche moulurée. Au-dessus du toit s'élève un pigeonnier en pied-de-mulet[2].

- no  25 : ferme (deuxième moitié du XIXe siècle)[3].

- no  36 : ferme. 
La ferme, construite dans la deuxième moitié du XIXe siècle, est bâtie en brique. Elle se compose d'un logis principal, disposé perpendiculairement au chemin de Chantelle. La façade principale se développe sur cinq travées et s'élève sur deux niveaux, séparés par un fin bandeau de brique. L'élévation est couronnée par une corniche moulurée. Dans le prolongement, à gauche, se trouve les anciens communs, ouverts par deux grandes arcades en plein cintre[4].

### Espaces verts
- Grand Parc Garonne
- Jardins de Chantelle. 
Les jardins de Chantelle sont gérés par l'association des jardins familiaux de la Garonne. Il compte 91 lots.

### Parc d'activités Garonne
Le parc d'activité Garonne est une zone d'activité à vocation artisanale et commerciale créé entre 2000 et 2002, géré par le service du développement économique de Toulouse Métropole. Il couvre une superficie de 101 hectares, approximativement limitée au sud par l'autoroute A621, à l'est par la rue Louis-Bonin, la rue Marie-Laurencin et le chemin de Fenouillet, et à l'ouest par le chemin de Ginestous,.